# Eduardo Amorim
Eduardo Alves do Amorim (Itabaiana, 17 de maio de 1963) é um político brasileiro. Médico formado em 1989 pela Universidade Federal de Sergipe (UFS), concluiu residência de Anestesiologia em Campinas (SP) e especializou-se como Clínico em dor em Barcelona (Espanha). Em 2010, formou-se na Universidade Tiradentes, tornando-se Bacharel em Direito.
Assumiu mandato como deputado federal por Sergipe (2007-2010). Em seguida, assumiu mandato como senador (2011-2019). Em 2014, concorreu ao cargo de governador de Sergipe nas eleições pela coligação “Agora Sim”. É casado com Vilma Amorim e possui dois filhos. No começo de 2017 anuncia sua ida ao PSDB consequentemente a sua saída do PSC.

## Atuação Política
Iniciou a vida política em 1995, quando filiou-se ao Partido da Frente Liberal (PFL). Em 2003, a sigla mudou de nome para Democratas (DEM). No mesmo ano, tornou-se secretário de Estado da Saúde de Sergipe. Permaneceu no cargo durante os dois primeiros anos do mandato do Governador na época, João Alves Filho. Em 2005, filiou-se ao Partido Social Cristão (PSC).
Eduardo Amorim foi secretário de saúde do estado de Sergipe entre 2003 e 2004.
Em 2006, pelo PSC, elegeu-se deputado federal com 115.466 votos (11,4% dos votos válidos). Uma das figuras políticas mais influentes de Sergipe, exerceu o mandato de deputado federal até 2010.
Eduardo se candidatou nas eleições de 2010 para o Senado, elegendo-se com 625.959 votos (33,65% dos votos válidos). Na eleição de 2014, onde concorreu ao cargo de governador, perdeu para o então governador Jackson Barreto.
Em dezembro de 2016, votou a favor da PEC do Teto dos Gastos Públicos. Em julho de 2017 votou contra a reforma trabalhista.
Em julho de 2017, votou contra a cassação de Aécio Neves no conselho de ética do Senado.
Em outubro de 2017 votou a favor da manutenção do mandato do senador Aécio Neves derrubando decisão da Primeira Turma do Supremo Tribunal Federal no processo onde ele é acusado de corrupção e obstrução da justiça por solicitar dois milhões de reais ao empresário Joesley Batista.

## Controvérsias
A Procuradoria Regional Eleitoral em Sergipe ajuizou, em dezembro de 2014, uma ação por abuso de poder no período eleitoral do mesmo ano. O candidato a vice-governador na sua chapa, Augusto do Prado Franco Neto, também é réu no processo. Segundo o Ministério Público Federal, os dois são acusados de usar a Rede Ilha de emissoras de rádio, de propriedade da família Amorim, para divulgar sua candidatura, seja em entrevistas sobre temas diversos, debates ou participações ao vivo. A divulgação da candidatura começou antes do período eleitoral, o que rendeu ao candidato condenações por propaganda antecipada.
Por fim, o conglomerado de rádios também era usado para denegrir a imagem do candidato Jackson Barreto, que disputou o governo do Estado com Eduardo Amorim.
Os abusos da Rede Ilha foram penalizados pelo Tribunal Regional Eleitoral com a retirada das rádios do ar por 24 horas às vésperas das eleições. As inserções do Partido Social Cristão (PSC) e dos outros partidos da coligação que apoiou Amorim também foram desvirtuadas para divulgar a candidatura do senador ao governo do Estado.
Caso sejam condenados, Eduardo Amorim e Augusto Franco Neto poderão ficar inelegíveis por oito anos. O processo corre sob o nº 1289-75.2014.6.25.0000
Ele também é investigado no inquérito nº 2867, que apura a prática de crimes contra a Lei de Licitações e improbidade administrativa, além de ter seu nome citado na operação Lava Jato. Sobre essa última acusação, apresentou defesa e esclarecimentos sobre o caso